# 国際関係大学院協会
国際関係大学院協会（こくさいかんけいだいがくいんきょうかい、英語：Association of Professional Schools of International Affairs、略称：APSIA）は、国際関係学（International Relations）を専門とする学部・大学院を持つアメリカ合衆国の大学によって設立された非営利組織。1985年に設立された。
国際関係・安全保障・平和問題、といった国際関係学が取り扱う諸問題に関する教育の実施と、この分野における高度専門知識を持つ人材の養成を目的に設立された。
コロンビア大学、プリンストン大学、ハーバード大学、ジョージ・ワシントン大学、イェール大学、ジョージタウン大学、アメリカン大学、パリ政治学院、ロンドン大学、ソウル大学などの著名大学が加盟する。
日本からは、立命館大学国際関係研究科が唯一の正規会員として加盟している。また、国際大学国際関係学研究科、早稲田大学アジア太平洋研究科と宇都宮大学国際学研究科の3校が準会員として加盟している。